# Venezuela nos Jogos Olímpicos de Verão de 1980
A Venezuela competiu nos Jogos Olímpicos de Verão de 1980, realizados em Moscou, União Soviética.